# Charles Kemper
Charles Kemper (Hennessey, 6 settembre 1900 – Burbank, 12 maggio 1950) è stato un attore statunitense.

## Filmografia parziale
- L'uomo del Sud (The Southerner), regia di Jean Renoir (1945)
- La strada scarlatta (Scarlet Street), regia di Fritz Lang (1945)
- L'ultimo orizzonte (Gallant Journey), regia di William A. Wellman (1946)
- L'angelo del dolore (Sister Kenny), regia di Dudley Nichols (1946)
- The Shocking Miss Pilgrim, regia di George Seaton (1947)
- I bandoleros (Gunfighters), regia di George Waggner (1947)
- Età inquieta (That Hagen Girl), regia di Peter Godfrey (1947)
- Domani saranno uomini (Fighting Father Dunne), regia di Ted Tetzlaff (1948)
- Pistole puntate (Belle Starr's Daughter), regia di Lesley Selander (1948)
- Cielo giallo (Yellow Sky), regia di William A. Wellman (1948)
- Diana vuole la libertà (Adventure in Baltimore), regia di Richard Wallace (1949)
- Solo contro il mondo (The Doolins of Oklahoma), regia di Gordon Douglas (1949)
- Nella polvere del profondo Sud (Intruder in the Dust), regia di Clarence Brown (1949)
- L'uomo del Nevada (The Nevadan), regia di Gordon Douglas (1950)
- Stars in My Crown, regia di Jacques Tourneur (1950)
- La figlia dello sceriffo (A Ticket to Tomahawk), regia di Richard Sale (1950)
- La carovana dei mormoni (Wagon Master), regia di John Ford (1950)
- Una rosa bianca per Giulia (Where Danger Lives), regia di John Farrow (1950)
- Assedio d'amore (Mr. Music), regia di Richard Haydn (1950)
- Il sentiero degli Apaches (California Passage), regia di Joseph Kane (1950)
- Neve rossa (On Dangerous Ground), regia di Nicholas Ray (1951)